# US Open 1973 (Badminton)
Die US Open 1973 im Badminton fanden vom 12. bis zum 15. April 1973 in New Britain im Connecticut State College statt.

## Sieger und Platzierte
| Disziplin    | Gold                        | Silber                      | Bronze                          |
| ------------ | --------------------------- | --------------------------- | ------------------------------- |
| Herreneinzel | Sture Johnsson              | Derek Talbot                | Roy Díaz González               |
| Herreneinzel | Sture Johnsson              | Derek Talbot                | Erland Kops                     |
| Dameneinzel  | Eva Twedberg                | Barb O'Brien                | Pam Brady                       |
| Dameneinzel  | Eva Twedberg                | Barb O'Brien                | Allison Root                    |
| Herrendoppel | Jim Poole Don Paup          | Mike Tredgett Derek Talbot  | Dave Ogata Mike Walker          |
| Herrendoppel | Jim Poole Don Paup          | Mike Tredgett Derek Talbot  | Erland Kops Tom Bacher          |
| Damendoppel  | Pam Brady Diane Hales       | Eva Twedberg Bridget Cooper | Judianne Kelly Vicki Toutz      |
| Damendoppel  | Pam Brady Diane Hales       | Eva Twedberg Bridget Cooper | Dorothy O’Neil Rosine Lemon     |
| Mixed        | Sture Johnsson Eva Twedberg | Thomas Carmichael Pam Brady | Mike Walker Judianne Kelly      |
| Mixed        | Sture Johnsson Eva Twedberg | Thomas Carmichael Pam Brady | Charles Coakley Carlene Starkey |

## Finalresultate
| Disziplin    | Sieger                      | Finalist                    | Ergebnis            |
| ------------ | --------------------------- | --------------------------- | ------------------- |
| Herreneinzel | Sture Johnsson              | Derek Talbot                | 15–4, 15–4          |
| Dameneinzel  | Eva Twedberg                | Barbara O’Brien             | 11–6, 11–1          |
| Herrendoppel | Jim Poole Don Paup          | Mike Tredgett Derek Talbot  | 11–15, 15–11, 15–12 |
| Damendoppel  | Pam Brady Diane Hales       | Bridget Cooper Eva Twedberg | 12–15, 15–12, 18–13 |
| Mixed        | Sture Johnsson Eva Twedberg | Thomas Carmichael Pam Brady | 18–13, 15–12        |